# Georg-Kolbe-Preis
Der Georg-Kolbe-Preis wurde auf der Grundlage des Testamentes von Georg Kolbe (1877–1947) zwischen 1950 und 1967 dreizehn Mal an junge Bildhauer vergeben. Danach unterblieben weitere Preisverleihungen aus finanziellen und konzeptionellen Gründen.
Zwischen 2001 und 2003 erlebte der Preis eine Reanimation durch die Partnerschaft mit dem Verein Berliner Künstler (VBK) und auf Initiative von Dr. Ralf F. Hartmann, der den Preis 2001 und 2002 kuratierte. Jährlich wurde der Preis von einer 9-köpfigen Jury alternierend jeweils an Maler/Grafiker und an Bildhauer/Objektkünstler vergeben. Die Entscheidung wurde auf der Basis einfacher Mehrheiten getroffen. Der Kurator war stimmberechtigt. Die Preisvergabe war mit der Ausrichtung einer Ausstellung im Georg-Kolbe-Museum sowie der Publikation einer Festschrift verbunden. Die Kosten für Ausstellung und Festschrift wurden von dem Georg-Kolbe-Museum getragen. Das Preisgeld in Höhe von 3.000,- Euro sowie die Kosten des Kurators, der Öffentlichkeitsarbeit und des Ausschreibungsverfahrens wurden von dem VBK aufgebracht. In der Ausschreibung des Preises war keine Altersgrenze festgeschrieben, jedoch waren ausdrücklich „junge, innovative und kritische“ Arbeiten gewünscht. Die Resonanz war hoch. Es bewarben sich 137 Künstler 2001 und 123 Künstler 2002. Die Partnerschaft zwischen dem VBK und dem Georg-Kolbe-Museum endete 2003. Seitdem ist der Georg-Kolbe-Preis vakant.

## Preisträger
noch unvollständig
- 1950: Gerhart Schreiter
- 1952: Ivo Beucker
- 1953: Peter Steyer
- 1959: Karl-Heinz Krause
- 1961: Brigitte Jonelat-Saebisch
- 1963: Christian Höpfner
- 1967: Dieter Finke
- 2001: Victor Kégli
- 2002: Reinhard Kühl
- 2003: Patricia Pisani